# 95.5 Charivari
95.5 Charivari ist ein privater Hörfunksender für München und das Umland. Der Sender produziert ein 24-Stundenprogramm und richtet sich insbesondere an Menschen im Alter von 25 bis 49 Jahren. Die Sendestudios befinden sich im Pressehaus Bayerstraße unweit des Münchner Hauptbahnhofs.

## Programm
Das AC-Programm besteht aus Musiktiteln der letzten 25 Jahre. Dazu gibt es regionale Berichterstattung, Lokalnachrichten, Veranstaltungshinweise und hörerbindende Aktionen. Die Radiostation versteht sich als „Gute-Laune-Sender“.

## Geschichte
Sendestart war der 1. April 1986. In den ersten Jahren lief tagsüber ein Musikmix aus leichter Popmusik, abends Musikspezialsendungen, die Mitte der 1990er-Jahre eingestellt wurden. Nach kurzer Zeit ging die Neue Welle Bayern in dem Sender auf, die bis dahin zeitweise als Radio 1 (München) auf 89,0 MHz zu hören war. Gestartet ist der Sender als Radio Charivari. Von Sommer 2004 bis Sommer 2024 hatte der Sender den Namenszusatz „Münchens Hitradio“. Seitdem werden nur noch die aktuellen Claims „feel good music“ und „Das Leben ist ein Hit“ verwendet. Einen großen Relaunch gab es im Januar 2012 mit einer Änderung des Musikformats, dadurch wurde auch das Senderlogo erneuert. Vorher liefen nur wenige aktuelle Musiktitel, jetzt machen sie den Großteil der Rotation aus. Prominente Mitarbeiter vergangener Jahre sind u. a. Armin Laschet, Susanne Rohrer, Valerie Haller, Ludwig Spaenle, Ingo Nommsen.

## Empfang
95.5 Charivari kann terrestrisch im Großraum München über den Sender Olympiaturm auf der UKW-Frequenz 95,5 MHz und über den DAB+-Kanal 11C empfangen werden. Außerdem erfolgt die Verbreitung über das digitale Kabelnetz und über den Livestream des Senders. Außerdem bietet der Sender zehn weitere Audiostreams an.

## Gesellschafter
Gesellschafter des Programmanbieters sind die Neue Welle Antenne München Rundfunk-Programmanbieter-Gesellschaft mbH (50 %), die Münchener Zeitungs-Verlag GmbH & Co. KG (25 %) und die Merkur-tz-Redaktions GmbH & Co. KG (25 %).